# Susitna (fleuve)
Pour les articles homonymes, voir Susitna.
La rivière Susitna est une rivière d'Alaska aux États-Unis, de 504 kilomètres (313 mi) de long. Elle est la quinzième rivière des États-Unis en termes de moyenne de volume d'eau à son embouchure. Elle s'étend du glacier Susitna jusqu'au Golfe de Cook.

## Description
La rivière Susitna prend sa source au pied du mont Hayes, au glacier Susitna, et rejoint le Golfe de Cook à l'ouest d'Anchorage. Elle coule d'abord en direction du sud-ouest, puis se dirige vers le sud le long des montagnes Talkeetna, passe à Talkeetna et à Susitna et débouche à 40 kilomètres à l'ouest d'Anchorage.
La rivière Susitna, comme la rivière Matanuska irrigue la vallée fertile de Matanuska-Susitna. Elle est navigable sur 137 kilomètres depuis son embouchure jusqu'à Talkeetna. C'est un cours d'eau privilégié pour la pêche au saumon, à la lotte et à la Truite arc-en-ciel, bien que l'accès à la rivière soit rendu difficile sur une grande partie de son cours à cause de l'absence de route qui y mène.

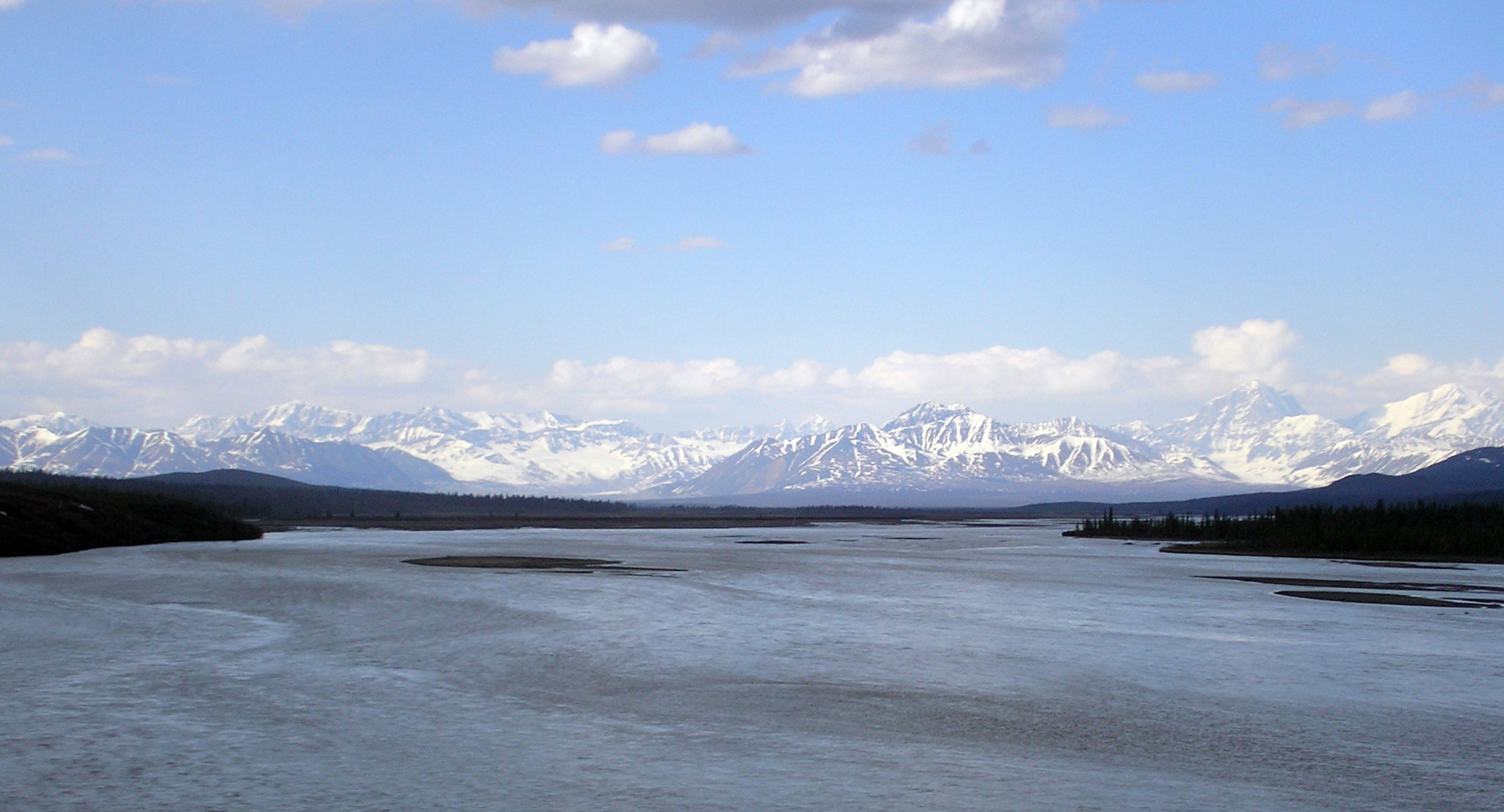
la rivière Susitna depuis la Denali Highway

## Histoire
Les indiens Dena'ina avaient nommé ce cours d'eau Sandy River (la rivière sableuse). Elle fut découverte et explorée en 1834 par Malakov.

## Affluents
- East Fork Susitna River
- West Fork Susitna River
- Yentna
- Deshka
- Talkeetna
- Chulitna
- Oshetna
- Tyone
- Maclaren